# Wardell
Wardell és una població dels Estats Units a l'estat de Missouri. Segons el cens del 2000 tenia 278 habitants.

## Demografia
Segons el cens del 2000, Wardell tenia 278 habitants, 110 habitatges, i 77 famílies. La densitat de població era de 536,7 habitants per km².
Dels 110 habitatges en un 33,6% hi vivien nens de menys de 18 anys, en un 48,2% hi vivien parelles casades, en un 18,2% dones solteres, i en un 29,1% no eren unitats familiars. En el 26,4% dels habitatges hi vivien persones soles el 15,5% de les quals corresponia a persones de 65 anys o més que vivien soles. El nombre mitjà de persones vivint en cada habitatge era de 2,53 i el nombre mitjà de persones que vivien en cada família era de 3,01.
Per edats la població es repartia de la següent manera: un 27,3% tenia menys de 18 anys, un 11,2% entre 18 i 24, un 21,9% entre 25 i 44, un 24,5% de 45 a 60 i un 15,1% 65 anys o més.
L'edat mediana era de 37 anys. Per cada 100 dones de 18 o més anys hi havia 82 homes.
La renda mediana per habitatge era de 20.208 $ i la renda mediana per família de 25.357 $. Els homes tenien una renda mediana de 27.083 $ mentre que les dones 15.000 $. La renda per capita de la població era de 9.829 $. Entorn del 14,3% de les famílies i el 22% de la població estaven per davall del llindar de pobresa.

## Poblacions properes
El següent diagrama mostra les poblacions més properes.